# Jerzy Konieczny (filolog)
Jerzy Konieczny (ur. 18 grudnia 1931 w Tczewskich Łąkach, zm. 15 kwietnia 2021) – polski filolog, doktor habilitowany nauk humanistycznych.

## Życiorys
Urodził się w Tczewskich Łąkach w powiecie tczewskim. W 1956 r. ukończył studia filologii polskiej w  Wyższej Szkole Pedagogicznej w Krakowie, w 1966 r. obronił pracę doktorską, w 1996 r. habilitował się na podstawie pracy zatytułowanej Z problemów życia literackiego na obszarze zaboru pruskiego w XIX i XX wieku. Studia i szkice. 
Został pracownikiem naukowym w Akademii Humanistyczno-Ekonomicznej w Łodzi, oraz na Uniwersytecie Kazimierza Wielkiego w Bydgoszczy.